# Karol III Filip Wittelsbach
Karol III Filip Wittelsbach (ur. 4 listopada 1661 w Neuburg an der Donau, zm. 31 grudnia 1742 w Mannheim) – hrabia palatyn i książę Palatynatu Neuburg, książę Jülich i Berg, elektor Palatynatu Reńskiego.
Pochodził z dynastii Wittelsbachów. Był synem Filipa Wilhelma, elektora Palatynatu i jego żony Elżbiety Amalii Hessen-Darmstadt. Jego dziadkami byli Wolfgang Wilhelm Wittelsbach i Magdalena Wittelsbach księżniczka bawarska oraz landgraf Hesji-Darmstadt Jerzego III i Zofia Eleonora Wettyn księżniczka saksońska.
Miał liczne rodzeństwo, jego siostrami były m.in.: Maria Zofia - królowa Portugalii jako żona Piotra II Spokojnego, Maria Anna – królowa Hiszpanii jako żona Karola II Habsburga, Eleonora Magdalena – cesarzowa jako żona Leopolda I Habsburga, i Jadwiga Elżbieta Sobieska – synowa króla Polski Jana III Sobieskiego.
Elektorat przejął w 1716 po śmierci swojego brata Jana Wilhelma. W 1720 przeniósł stolicę Palatynatu z Heidelbergu do Mannheimu. Miał trzy żony. 10 sierpnia 1688 roku w Berlinie ożenił się z Ludwiką Karoliną Radziwiłłówną (1667–1695). Para miała czworo dzieci:
- Leopoldyna Eleonora (1689-1693)
- Maria Anna (1690-1692)
- Elżbieta Augusta (1693-1728) – żona księcia Józefa Karola, teściowa elektora Palatynatu Reńskiego Karola IV Teodora, babka króla Bawarii Maksymiliana I
- syn

15 grudnia 1701 roku w Krakowie ożenił się z Teresą Lubomirską (1685–1712) z którą miał dwie córki:
- Teofilę Elżbietę (1703–1705)
- Annę Elżbietę (1709–1712)

W 1729 roku ożenił się z hrabianką Wiolettą Marią Thurn und Taxis, było to małżeństwo morganatyczne. Nie mieli dzieci.

## Odznaczenia
- Wielki Mistrz Orderu św. Huberta
- Order Złotego Runa – Austria